# Jerzy Christ
Jerzy Christ (ur. 15 września 1958 w Katowicach) – polski hokeista grający na pozycji środkowego napastnika, reprezentant Polski, dwukrotny olimpijczyk.96 wystepow w reprezentacji i 46 goli 

## Kariera
W latach 1976–82 gracz Baildonu Katowice, potem GKS-u Katowice (1983-84), Polonii Bytom (1984-89) oraz szwajcarskiego ZSC Lions i niemieckiego ECD Sauerland.
Trzykrotny mistrz Polski (w barwach Polonii) i 3-krotny wicemistrz kraju. W polskiej lidze rozegrał 423 mecze strzelając 204 bramki. Dwukrotnie zdobył Złoty Kij (1984 i 1986).
W reprezentacji Polski wystąpił 88 razy i strzelił 34 bramki. Uczestniczył w zimowych igrzyskach olimpijskich 1984 w Sarajewie i 1988 w Calgary, w turniejach mistrzostw świata 1983, 1986, 1987, 1989. W pierwszym meczu MŚ 1986 w Moskwie zdobył dwa gole w wygranym przez Polskę 2:1 meczu z aktualnymi mistrzami świata, reprezentacją reprezentacją Czechosłowacji.
Zamieszkał w Iserlohn w Niemczech.